# Площа Ілліча (станція метро)
55°44′49″ пн. ш. 37°40′59″ сх. д. / 55.74694° пн. ш. 37.68306° сх. д.
«Площа Ілліча» (рос. Площадь Ильича) — станція Калінінської лінії Московського метрополітену.
Була відкрита 30 грудня 1979 у складі черги «Марксистська» — «Новогіреєво». Назву отримала за розташованою на поверхні площею Ілліча (наразі — площа Рогозької Застави).

## Вестибюлі й пересадки
У центрі залу знаходиться перехід на станцію «Римська». Поруч зі станцією знаходиться платформа «Серп і Молот» Горьківського напрямку Московської залізниці та станція Москва-Товарна-Курська Курського напрямку, зупинки наземного громадського транспорту.
Вихід у місто здійснюється через підземний вестибюль на площу Рогозької застави, шосе Ентузіастів, до платформи «Серп і Молот» Горьківського напрямку, а також на Рогозький і Золоторозький вали.

## Технічна характеристика
Конструкція станції — пілонна трисклепінна глибокого закладення (глибина закладення — 46 м), споруджена зі збірної чавунної оправи за типовим проектом. Склепіння підтримуються вісьмома масивними пілонами.

## Колійний розвиток
Станція без колійного розвитку.

## Оздоблення
Пілони станції оздоблені коричневим гранітом, а їх цоколі — лабрадоритом. Підлога викладена сірим, чорним і червоним гранітом. Колійні стіни оздоблені сірим мармуром. Станція «Площа Ілліча» — одна з найцікавіших в палеонтологічному плані станцій метро. Колони на ній оздоблені червоним мармуром (мармуровидим вапняком), в якому дуже часто зустрічаються скам'янілості. На торцевій стіні центрального залу укріплений бюст В. І. Леніна (скульптор  — Н. В. Томський).

## Пересадки
- Залізничну платформу Серп і Молот
- Платформи МЦД
  -  Москва-Товарна-Курська
  -  Серп і Молот
- Метростанцію  Римська
- Автобуси: м6, 40, 125, 340, 360, 365, 567, 730, 987, т53, н4;
- Трамваї: 12, 38, 46